# 赵之琛

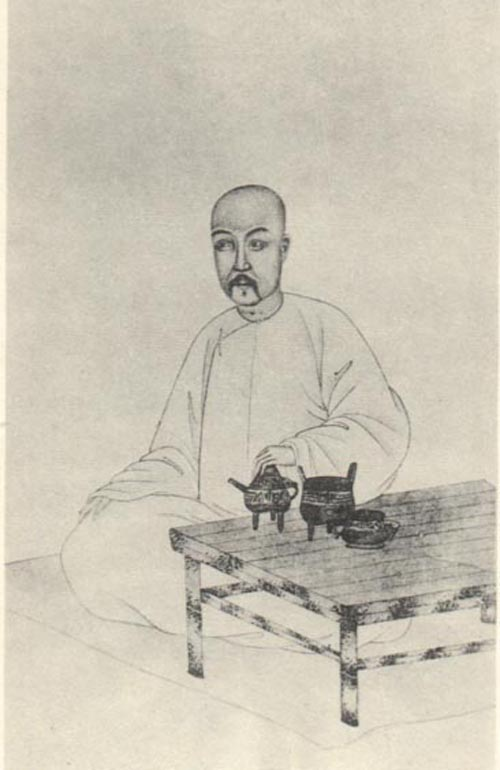
《清代学者像传》赵之琛像

赵之琛（1781年—1852年），字次闲，号献父、献甫，又号宝月山人，斋号补罗迦室。浙江钱塘（今杭州市）人，清朝中后期书法家、画家、金石学家。

## 生平
生于清乾隆四十六年，卒于咸丰二年，享年八十岁。

## 篆刻艺术
赵之琛是浙派篆刻之代表艺术家。是继“西泠前四家”（丁敬、蒋仁、黄易、奚岡）之后，又一位浙派篆刻艺术之巨擘，并被列入“西泠后四家”（陈豫钟、陈鸿寿、赵之琛、钱松），此前后四家并以“西泠八家”名于世。
赵之琛师承陈豫钟，艺术风格和刀法篆法上主要汲取了黄易、奚刚、陈鸿寿三家。赵之琛是浙派篆刻的一位集大成者，在嘉庆、道光年后, 声名尤为显赫。